# Rob Wilson
Pour les articles homonymes, voir Robert Wilson et Wilson.
Robert Owen Biggs Wilson  (né le 4 janvier 1965) est un homme politique et auteur politique anglais. Il est député conservateur de la circonscription parlementaire de Reading-Est de 2005 à 2017. Il est ministre de la société civile au Cabinet Office de 2014 à 2017.

## Jeunesse
Wilson est né et grandit dans le sud de l'Oxfordshire. Il fréquente la Wallingford School puis, entre 1984 et 1988, l'Université de Reading, où il étudie l'histoire. La dernière année de ses études, il est président de l'Union des étudiants de l'Université de Reading. Wilson est alors membre du Parti social-démocrate ,,.

## Politique

### Gouvernement local
Wilson s'est joint aux conservateurs et est élu conseiller du quartier Thames de Reading Borough Council en 1992, pour un mandat (jusqu'en 1996) . Il se présente en vain à Bolton North East aux Élections générales britanniques de 1997.
En 2003, il est élu pour le Caversham Ward of Reading Borough Council, lors d'une élection partielle pour un mandat d'un an. L'année suivante, il est nouveau été élu conseiller du quartier Thames. À la suite de son élection en tant que député, il démissionne du Conseil en mai 2006 .

### Député au parlement 2005-2010
Wilson est choisi comme candidat parlementaire conservateur pour Reading East en utilisant un système primaire pionnier, qui a ouvert la sélection aux non-membres du parti pour la première fois. Lors des élections générales de 2005, il affronte le candidat travailliste et conseiller, Tony Page  qui a remplacé la députée en exercice, Jane Griffiths, travailliste, qui a été désélectionnée par son parti. Wilson obtient 15 557 voix (35,4%) contre 15 082 voix à Page (34,3%) .
Après son élection, Wilson prononce son premier discours le 23 mai 2005 . Il siège au comité de l'éducation et des compétences et joue un rôle lors de l'examen du projet de loi sur l'éducation et les inspections, sur des questions telles que les besoins éducatifs spéciaux . En juillet 2007, Wilson est promu ministre fantôme de l'enseignement supérieur en remplacement de Boris Johnson.

### Député au parlement 2010-2015
Le 6 mai 2010, Wilson est réélu à Reading East avec 42,6% des voix. Dans le gouvernement de coalition conservateur et libéral démocrate qui en a résulté de mai 2010, les libéraux démocrates ont occupé des positions ministérielles. Wilson faisait partie des ministres fantômes de la législature précédente qui ne se sont pas vu offrir un poste de ministre de coalition. En 2010, il est nommé secrétaire parlementaire privé du secrétaire d'État à la Culture, aux Médias et aux Sports, Jeremy Hunt .
En juillet 2014, il déclare qu'il aurait accepté un poste ministériel non divulgué mais qu'il souhaitait utiliser son temps libre pour publier un livre sur les scandales impliquant l'ancien député Chris Huhne (qui est poursuivi pour un excès de vitesse) et l'incident de plebgate du whip en chef, qui leur ont fait perdre leur poste ministériel . Il s'était vu auparavant proposer un poste de whip junior du gouvernement, mais il a refusé car il écrivait toujours le même livre.
Le Premier ministre nomme Wilson au gouvernement en tant que ministre le 27 septembre 2014, à la suite de la démission de Brooks Newmark à la suite d'allégations dans le Daily Mirror selon lesquelles Newmark a envoyé des images sexuellement explicites à un journaliste infiltré ,. Il devient ministre de Société civile, poste qui couvre les œuvres de bienfaisance, le bénévolat et les entreprises sociales, qu'il accepte un mois après avoir terminé son livre.

### Député au parlement 2015-2017
Le 8 mai 2015, Wilson est réélu à Reading East, avec 23 217 voix et une majorité de 6 520, contre 7 605 en 2010 .
Dans la perspective du référendum européen de 2016, Wilson déclare publiquement qu'il pense que le Royaume-Uni devrait rester membre de l'Union européenne sans faire campagne activement pour cela, car il pensait qu'il devait rester neutre. En 2017, il vote pour déclencher l'article 50 .

### Défaite aux élections de juin 2017
Le 8 juin 2017, Wilson est battu aux élections générales déclenchées par Theresa May. Il obtient 23 344 voix, mais est arrivé deuxième derrière Matt Rodda, représentant le Parti travailliste, avec 27 093 voix, une majorité de 3 759 voix .